# Laktationsamenorrhö-Methode
Die Laktationsamenorrhö-Methode (LAM, Lactational Amenorrhea Method) ist eine Methode der natürlichen Empfängnisverhütung, die darauf beruht, dass bei einer vollstillenden Frau der Eisprung während der Stillzeit unterdrückt wird. Nach dem aktuellen Stand der Forschungen spielt die Frequenz des Saugens an der Brust die entscheidende Rolle bei der Unterdrückung des Eisprungs und nicht die Dauer des Saugens. Über den zugrundeliegenden Mechanismus herrscht in der Forschung noch keine volle Klarheit, aber die Forschungen legen nahe, dass direkt der Saugreiz und nicht die Ausschüttung des „Stillhormons“ Prolaktin die entscheidende Rolle spielt. Am Einsetzen der ersten Menstruation nach der Geburt des Kindes merkt die Frau, dass der durch das Stillen gegebene Empfängnisschutz möglicherweise schon zwei Wochen vorher geendet hat, denn die Menstruation wird durch den Zerfall des Gelbkörpers ausgelöst, der beim vorausgegangenen Eisprung gebildet wurde. Bei stillenden Frauen besteht jedoch nach der unmittelbaren Postpartalphase eine verringerte Fruchtbarkeit wegen eines hohen Anteils anovulatorischer Zyklen, also Zyklen ohne Eisprung, auch wenn die Menstruation wieder auftritt.

## Die LAM-Regel
Bei der Formulierung der LAM-Regel ging es darum, eine möglichst einfache Formel zu finden, die bei allen Frauen gleichermaßen anwendbar und nach dem aktuellen Stand der medizinischen Forschung als sichere (s. u.) Verhütungsmethode gelten kann. Danach gilt:
Die Laktationsamenorrhö-Methode gilt im Zeitraum ab dem 56. Tag nach der Geburt, wenn die Frau bis dahin noch keine Menstruation hatte, bis sechs Monate nach der Geburt als vergleichsweise sicher. Es muss tagsüber mindestens alle vier Stunden gestillt werden und nachts darf der Stillabstand nicht größer als sechs Stunden sein. Des Weiteren darf das Baby nicht zugefüttert werden oder aber einen Schnuller haben.
In Studien wurde unter diesen Bedingungen ein Pearl-Index von 2 gefunden. Auch andere Stimulationsarten der Brustwarzen, zum Beispiel Abpumpen, Berührungen, Massagen und sexuell motivierte Stimulationen können die Wirksamkeit der LAM erhöhen.

## Kultur und Geschichte
In Entwicklungsländern stellt die Laktationsamenorrhö-Methode schon aus ökonomischen Gründen die wichtigste Verhütungsmethode dar, weshalb dort auch die meiste LAM-Forschung stattfand. Seit 1988 (Bellagio Consensus Meeting) wurde das Stillen als Verhütungsmethode auch im Westen systematisch untersucht und LAM 6 getauft.
Die kontrazeptive Wirkung des Stillens ist seit Langem bekannt. Bei Gesellschaftsschichten, in denen Frauen sich eine Amme leisten konnten, ließ sich beobachten, dass die nicht stillenden Frauen sehr viel früher wieder schwanger wurden als Stillende. Ein Beispiel dafür ist Hildegard, die Frau Karls des Großen, die in 10 Jahren 9 Kinder zur Welt brachte, bis sie von ihren Schwangerschaften völlig erschöpft im Alter von 26 Jahren starb.

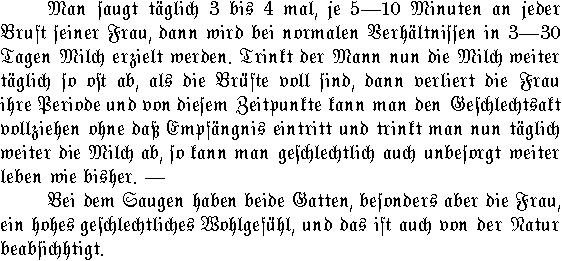
Faksimilie von Carl Buttenstedt’s Anleitung

Ein Kuriosum in der Geschichte der Laktationsamenorrhö-Methode stellte die „Glücksehe“ (siehe auch Erotische Laktation) des Flug-Pioniers Carl Buttenstedt dar, die um 1904 als Buch für 10,65 Mark nur an verheiratete Personen verkauft wurde, aber als Raubdruck auch anderweitig verfügbar war. Mindestens zwei andere Autoren veröffentlichten weitere Bücher zu diesem Thema. In seinem Buch beschrieb Buttenstedt, wie ein Ehemann den Milchfluss bei seiner Frau zustande bringen konnte, indem er täglich 3- bis 4-mal für 5–10 Minuten an ihrer Brust saugte. Nach Zustandekommen des Milchflusses sollte nach einiger Zeit die Regel ausbleiben und Empfängnisschutz bestehen. Buttenstedt wurde damals zumindest ein teilweiser Erfolg bescheinigt (auch von einigen Medizinern), wobei gleichzeitig kritisiert wurde, dass seine Methode die „Geschlechtsempfindung beider Ehepartner bis ins Krankhafte steigern“ könne. Ähnliche Methoden waren schon davor im Daoismus bekannt, wo in der weiblichen Hirsch-Übung (englischsprachige Literatur: deer exercise) spezielle Brustmassagen gelehrt werden, in deren Folge die Menstruation ausbleiben soll. Diese Methode wurde im Westen durch Stephen T. Chang bekannt. Zu einer eigenen statistischen Untersuchung gab er an, dass von 221 Frauen, die gezielt versuchten, ihren Menstruationszyklus zu unterbrechen, knapp 40 Prozent ihre Periode vollständig einstellten, weitere etwa 40 Prozent erlebten eine beachtliche Verminderung der Blutungen und etwa 20 Prozent waren außerstande, die Menstruation aufzuhalten. Weiter gab er an, dass etwa 39 Prozent der Frauen, die ihren Menstruationszyklus vollständig einstellten, dazu drei Monate gebraucht hatten, etwa 60 Prozent bis zu sechs Monate und ein Prozent ein Jahr oder länger.